# Casa Fontanilles

La casa Fontanilles és un edifici al lloc més privilegiat de Bonastre (el Baix Penedès) inclòs a l'Inventari del Patrimoni Arquitectònic de Catalunya i declarat BCIL el 28/09/2022.

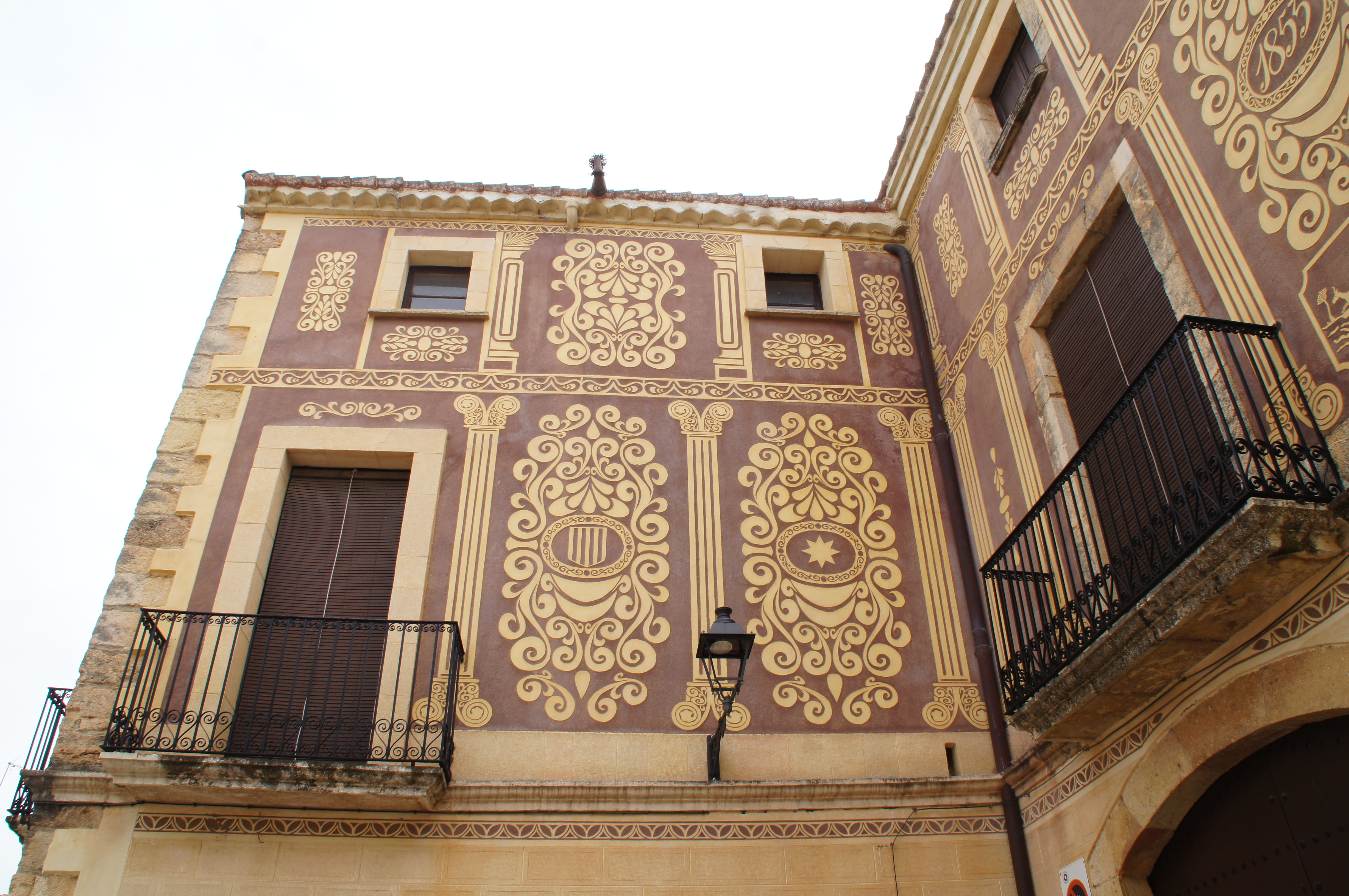
Casa Fontanilles. Esgrafiats

 Es la casa pairal de la família Fontanilles que habita en ella, de manera ininterrompuda, des del 1356 fins a dia d’avui, sent un cas singular a la Catalunya Nova.
No es coneix la seva data de construcció, estant documentada des del 1356, encara que s'observen restes arquitectòniques més antigues. Des de llavors ha patit diverses modificacions i ampliacions. Conserva la part noble d’època baix medieval amb portes conopials i restes de pintures i enteixinat gòtic-mudèjar.
La darrera reforma important es va realitzar a mitjans del segle xix, moment en què es va configurar l’aspecte actual i es va realitzar la decoració de la façana principal amb esgrafiats. Aquest és, sens dubte, el seu aspecte més destacable, on s'alternen motius geomètrics, amb escenes de caça i els escuts de Catalunya i de Bonastre (una estrella de vuit puntes), tot emmarcat amb columnes jòniques. Presenta, a més, la data en què es va realitzar, el 1853.
Actualment presenta planta baixa, pis noble i pis alt. La planta baixa consta d'un arc rebaixat que dona accés a la casa i que emmarca la porta principal (als costats d'aquesta, a banda i banda, hi ha una marcada successió de finestres). El pis noble presenta tres balcons a la façana. El pis més alt presenta arrenglerades finestres quadrades.
És un clar exemple de casa senyorial rural dels segles XVIII i XIX de quan el conreu de la vinya i la fabricació del vi eren la principal font de riquesa de les terres del Penedès i Camp de Tarragona.